# Verzasca (flod)
Verzasca är ett vattendrag i Schweiz.   Det ligger i kantonen Ticino, i den sydöstra delen av landet, 140 km sydost om huvudstaden Bern.
Omgivningarna runt Verzasca är en mosaik av jordbruksmark och naturlig växtlighet. Runt Verzasca är det ganska tätbefolkat, med 214 invånare per kvadratkilometer.